# Quattro mosche di velluto grigio
Quattro mosche di velluto grigio (Brasil: Quatro Moscas Sobre Veludo Cinza ) é um filme italiano do gênero giallo do anos de 1971 dirigido e escrito por Dario Argento e estrelado por Michael Brandon, Mimsy Farmer e Jean-Pierre Marielle. Quattro Mosche di Velluto Grigio é o último filme da Trilogia dos Animais, constituído por L'uccello dalle piume di cristallo, Il gatto a nove code e Quattro Mosche di Velluto Grigio. Todos os filmes foram escritos e dirigidos por Dario Argento, produzido pelo deu pai, Salvatore Argento e as trilhas sonoras dos filmes foram feitas por Ennio Morricone.

## Sinopse
Roberto Tobias (Michael Brandon) é um baterista de uma banda de rock e percebe que está sendo seguido por um homem. Quando Roberto decide tirar satisfações com esse homem, Roberto acaba matando-o sem querer. Mas, essa morte foi vista e fotografada por uma pessoa que usava uma mascara. Roberto decide investigar por conta própria quem ele matou, e isso acaba desencadeando uma série de assassinatos.

### Filmagens
Filmado entre 20 de Julho e 22 de Setembro de 1971 em Turim, Milão, Spoleto, Tivoli e Roma.